# Südkalifornien

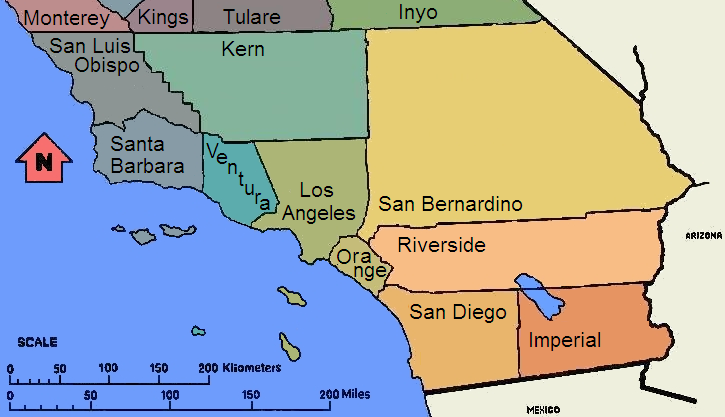
Countys in Südkalifornien

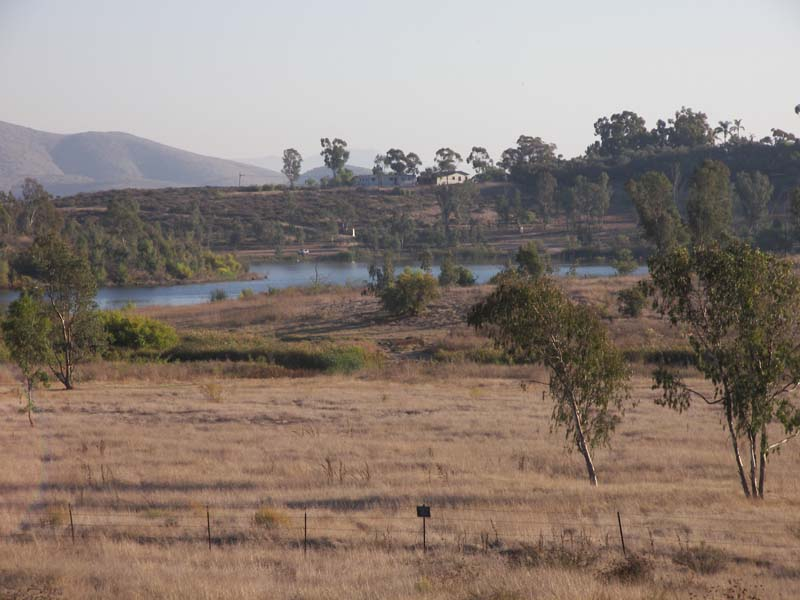
Landschaft in Südkalifornien

Südkalifornien (engl. Southern California oder abgekürzt „SoCal“) ist der südliche Teil des US-Bundesstaats Kalifornien. Geographisch ist die Grenze zwischen Nord- und Südkalifornien traditionell durch die Tehachapi-Berge markiert. Politisch wird Südkalifornien durch die folgenden acht Countys gebildet: Imperial, Los Angeles, Orange, Riverside, San Bernardino, San Diego, Santa Barbara und Ventura. Mehr als zwei Drittel der Einwohner Kaliforniens wohnen in Südkalifornien, konzentriert im Küstenstreifen. 
Das Hinterland besteht weitgehend aus Wüsten und Halbwüsten und ist weitgehend unbesiedelt. Deshalb wurden im Inland Empire gigantische Komplexe aus Lagerhallen angesiedelt, durch die praktisch alle Importgüter aus Asien in die USA geschleust werden. Ansonsten befinden sich im Hinterland großflächige Naturschutzgebiete und Militäreinrichtungen. Die Ausnahme bilden Orte mit Trinkwasser wie Palm Springs und das Imperial Valley.
In Südkalifornien liegen die großen Städte Los Angeles und San Diego. Südkalifornien ist ein großes Zentrum für Verschiffung und Flugreisen, ein populäres Reiseziel und das Zentrum der US-amerikanischen Filmindustrie (Hollywood).
Südlich der Grenze zu Mexiko liegen noch die mexikanischen Bundesstaaten Baja California und Baja California Sur in der geographischen Region Niederkalifornien.